# Clemente Fracassi
Clemente Fracassi (* 5. März 1917 in Vescovato; † 2. Februar 1993 in Rom) war ein italienischer Filmproduzent und -regisseur.

## Leben
Fracassi begann Ende der 1930er Jahre im Filmgeschäft als Regieassistent von Mario Camerini und Mario Soldati, nachdem er bereits die Filmklappe bedient und als Sekretär gearbeitet hatte. Nach dem Zweiten Weltkrieg wandte er sich dann hauptsächlich der Produktion von Filmen zu und war an einigen großen Erfolgen beteiligt, wie Fuga in Francia von Soldati, Il mulino del Po von Alberto Lattuada oder Totò cerca casa von Steno. Auch organisierte er als ausführender Produzent drei Filme Federico Fellinis.
In den 1950er Jahren führte Fracassi selbst viermal Regie; neben zwei Opernfilmen ragt vor allem das beeindruckende Melodram Sensualità heraus, zu dem er, wie zu seinen anderen Werken, auch das Drehbuch geschrieben hatte.

## Filmografie (Auswahl)
- 1946: Vicere in pace (Produktion)
- 1950: Ein Hundeleben (Vita da cani) (Produktion)
- 1951: Sensualita – Die Sinnlichkeit (Sensualità) (Regie, Drehbuch)
- 1953: Aida (Regie, Drehbuch)
- 1955: Treu bis in den Tod (Andrea Chenier) (Regie, Drehbuch)